# クエスチョン (meiyoの曲)
「クエスチョン」は、2021年12月12日にVirgin Musicから配信された、日本のシンガーソングライター・meiyoのメジャー2作目の楽曲。

## 背景
前作『なにやってもうまくいかない』以来約3か月ぶりのリリースとなった。
配信開始日には、本作のジャケットを手掛けたクォークが制作したミュージックビデオが公開された。

## ミュージックビデオ
クエスチョン
「ぐるぐる」と「変身」をテーマに制作された。12月25日には、可不に歌唱させたボーカロイドバージョンのミュージックビデオが公開された。

## 収録内容
| #         | タイトル         | 作詞・作曲・編曲 | 時間 |
| --------- | ---------------- | ---------------- | ---- |
| 1.        | 「クエスチョン」 | meiyo            | 2:46 |
| 合計時間: | 合計時間:        | 合計時間:        | 2:46 |